# غوانفاسين
غوانفاسين هو دواء يمكن أن يستخدم لعلاج اضطراب نقص الانتباه مع فرط النشاط وارتفاع ضغط الدم. يسوق هذا الدواء تحت أسماء تجارية عدة، منها تينكس (Tenex).
هناك طيف من الأعراض الجانبية المصاحبة للاستطباب بهذا الدواء منها الأرق والإمساك وجفاف الفم ومشاكل جنسية والصداع؛ بالإضافة إلى الشعور بالقلق وحدوث مشاكل بولية.

## الاستطباب
يستخدم عقار غوانفاسين لعلاج:
- اضطراب نقص الانتباه مع فرط النشاط [8][9]
- ارتفاع ضغط الدم [3]